# Global Warming
Global Warming – siódmy album amerykańskiego piosenkarza Pitbulla. Płyta została wydana 19 listopada 2012. Na albumie znajdują się efekty współpracy z takimi artystami, jak Christina Aguilera, Chris Brown, Jennifer Lopez, The Wanted, Shakira i Enrique Iglesias. Album w Polsce uzyskał status platynowej płyty.

## Lista utworów
1. "Global Warming (Intro)" (featuring Sensato) – 1:25
2. "Don't Stop the Party" (featuring TJR) – 3:26
3. "Feel This Moment" (featuring Christina Aguilera) – 3:58
4. "Back in Time" – 3:25
5. "Hope We Meet Again" (featuring Chris Brown) – 4:22
6. "Party Ain't Over" (featuring Usher, Afrojack) – 3:48
7. "Drinks For You (Ladies Anthem)" (featuring Jennifer Lopez) – 5:08
8. "Have Some Fun" (featuring The Wanted, Afrojack) – 4:21
9. "Outta Nowhere" (featuring Danny Mercer) – 3:40
10. "Tchu Tchu Tcha" (featuring Enrique Iglesias) – 4:05
11. "Last Night (Never Happen)" (featuring Havana Brown, Afrojack) – 3:54
12. "I’m Off That" – 3:18
13. "Echa Pa'lla (Manoss Pa'rriba)" (featuring Papayo) – 3:16
14. "Everybody Fucks" (featuring Akon, David Rusch) – 4:17
15. "Get it Started" (featuring Shakira) – 4:06
16. "11:59" (featuring Vein) – 3:37